# Apherusa henneguyi
Apherusa henneguyi är en kräftdjursart som beskrevs av Édouard Chevreux och Fage 1925. Apherusa henneguyi ingår i släktet Apherusa och familjen Calliopiidae. Inga underarter finns listade i Catalogue of Life.